# Templul lui Cezar
Templul lui Cezar sau Templul Divinului Iulius (în latină Aedes Divi Iuli, în italiană Tempio del Divo Giulio) a fost un templu roman Antichitate antic din Forul Roman, Roma, actuala Republică Italiană. Este aflat chiar în fața Regiei, vizavi de Templul lui Castor și Pollux și de Bazilica Aemilia.